# District de Kiến Xương
Le district de Kiến Xương (vietnamien : huyện Kiến Xương) est un huyện (district) de la province de Thái Bình, dans la région du delta du fleuve Rouge au Viêt Nam. En 2003, il compte 240 253 habitants pour une superficie de 213 km2. Son siège administratif se trouve à Thanh Nê.
Le district est composé de 37 villages : An Bồi, Quang Trung, Quang Minh, Bình Minh, Thượng Hiền, Hòa Bình, Quang Bình, Quang Lịch, Vũ Trung, Vũ Quý, Vũ Công, Vũ Bình, Vũ Thắng, Vũ Hoà, Vũ Ninh, Vũ An, Vũ Lê, Vũ Tây, Vũ Sơn, An Bình, Trà Giang, Hồng Thái, Lê Lợi, Nam Cao, Đình Phùng, Thanh Tân, Bình Nguyên, Quốc Tuấn, Quyết Tiến, Quang Hưng, Minh Hưng, Minh Tân, Nam Bình, Bình Thành, Bình Định, Hồng Tiến et la ville de Thanh Nê.

## Histoire
Durant le règne de la dynastie Nguyễn, la préfecture de Kiến Xương est sous l'autorité du protecteur de Nam Định.